# Anders Scarander
Anders Scarander, född omkring 1670, död 12 februari 1739, var en svensk organist. 
Anders Scarander var gesäll hos domkyrkoorganisten i Uppsala Christian Zellinger och vikarierade för denne 1686–1690 men uppskattades ej av domkyrkoförsamlingen. Han sökte 1690 tjänsten som organist i Sala stadsförsamling men fick tjänsten först 1693. 1699 blev han organist i Stora Kopparbergs församling; från 1703 tjänstgjorde han dessutom i aftonsången i Falu Kristine kyrka. Han avled 1739. En elev till honom 1716–1720 var organistsonen från Borgärdet Johan Sundstén (1701–1749)

## Familj
Anders Scarander gifte sig senast 1695 med Margareta Falck. Bland barnen var Anders Scharander den yngre.